# Đảo Bắc Sentinel
Đảo Bắc Sentinel (tiếng Anh: North Sentinel Island) hay Sentinel là một đảo của Quần đảo Andaman và Nicobar, nằm trong Vịnh Bengal. Đây là nơi sinh sống của tộc người Sentinel, một bộ tộc từ chối, đôi khi vô cùng thô bạo, với bất cứ sự tiếp xúc nào từ thế giới bên ngoài. Tộc người này là một trong những bộ tộc cuối cùng trên thế giới gần như chưa bị tác động bởi nền văn minh hiện đại. Do vậy, có rất ít thông tin được biết về hòn đảo.
Trên danh nghĩa thì hòn đảo thuộc huyện South Andaman, là một phần của lãnh thổ liên bang Quần đảo Andaman và Nicobar của Ấn Độ. Trên thực tế, các nhà chức trách Ấn Độ chấp thuận nguyện vọng được trao quyền tự quyết của những người dân trên đảo và giới hạn quyền hạn của họ trong việc tự giám sát; dân đảo còn được cho phép giết những người không phải thuộc bộ tộc mà không bị xét xử. Vì vậy, có thể cho rằng hòn đảo là một lãnh thổ có chủ quyền nằm dưới sự bảo hộ của Ấn Độ.

## Lịch sử
Năm 1771, trên chiếc tàu Diligent của Công ty Đông Ấn Anh, thuyền trưởng John Ritchie là người đầu tiên phát hiện đảo Sentinel nhưng tàu của ông chỉ đi ngang mà không ghé vào bởi những rạn san hô bao quanh đảo vì đến gần sẽ mắc cạn.
Khi về London, thuyền trưởng John Ritchie báo cáo vị trí của hòn đảo ấy với Hải quân Hoàng gia Anh để bổ sung vào bản đồ nhưng do nó quá nhỏ nên chẳng ai để ý. Tuy vậy, John Ritchie vẫn gọi nó là Sentinel - nghĩa là "Lính gác". Cái tên Sentinel được các thuyền trưởng của Công ty Đông Ấn Anh truyền tai nhau và dần dà, nó trở thành tên gọi chính thức.

## Địa lý
Đảo có diện tích khoảng 59,67 kilômét vuông (23,04 dặm vuông Anh),, được bao quanh bởi các rạn san hô, không có chỗ neo tự nhiên. Cây cối bao phủ hầu như toàn bộ hòn đảo, chỉ trừ phần bờ biển hẹp bao quanh đảo. Đảo có địa hình cao dần từ bờ biển vào trong, đạt đến 122 m ở khu vực giữa đảo. Thềm san hô nở rộng từ 0,5 đến 0,8 hải lý tính từ bờ. Cách 600 m về đông nam đảo này còn có một cù lao nhỏ được gọi là cù lao Constance, nằm tại ngay mép san hô.
Vụ động đất và sóng thần Ấn Độ Dương năm 2004 đã làm thay đổi mảng kiến tạo bên dưới hòn đảo, nâng nó cao thêm 1–2 m. Nhiều mảng san hô trở nên lộ thiên và biến thành đất khô ráo hoặc các đầm phá cạn, giúp bành trướng đảo thêm khoảng 1 km về các hướng tây và nam, nối liền đảo lớn với cù lao Constance.:347

## Thư viện ảnh

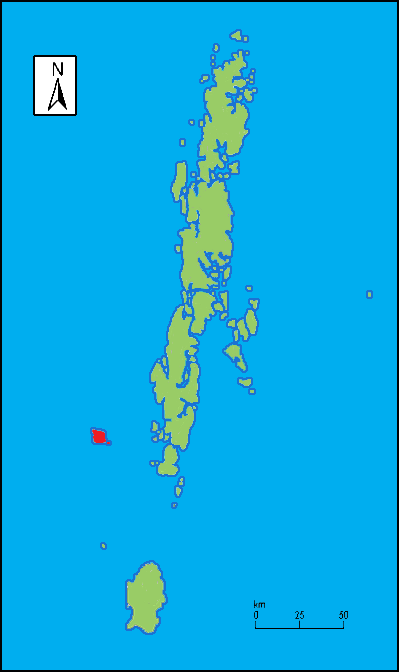
Bản phác thảo bản đồ của quần đảo Andaman, với đảo Bắc Sentinel được tô màu đỏ.
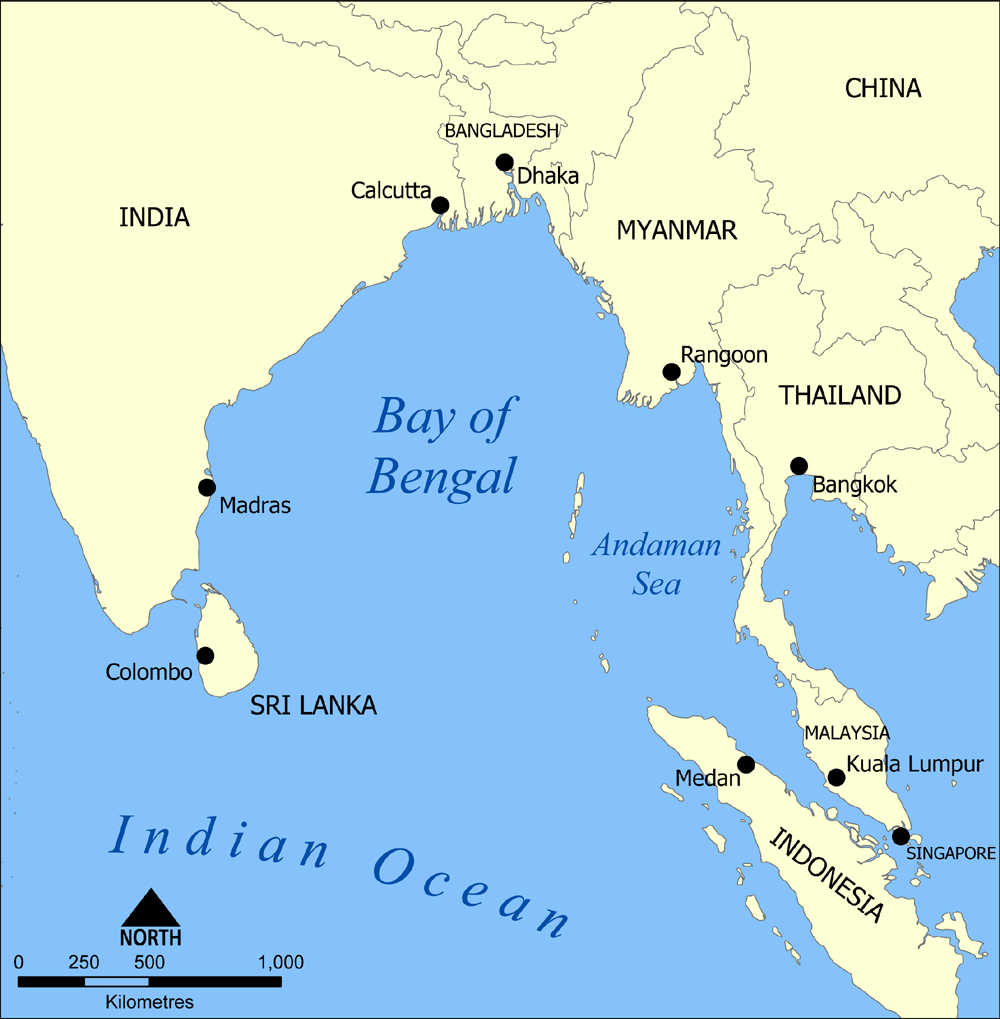
Vịnh Bengal, với quần đảo Andaman nằm phía nam Myanmar.
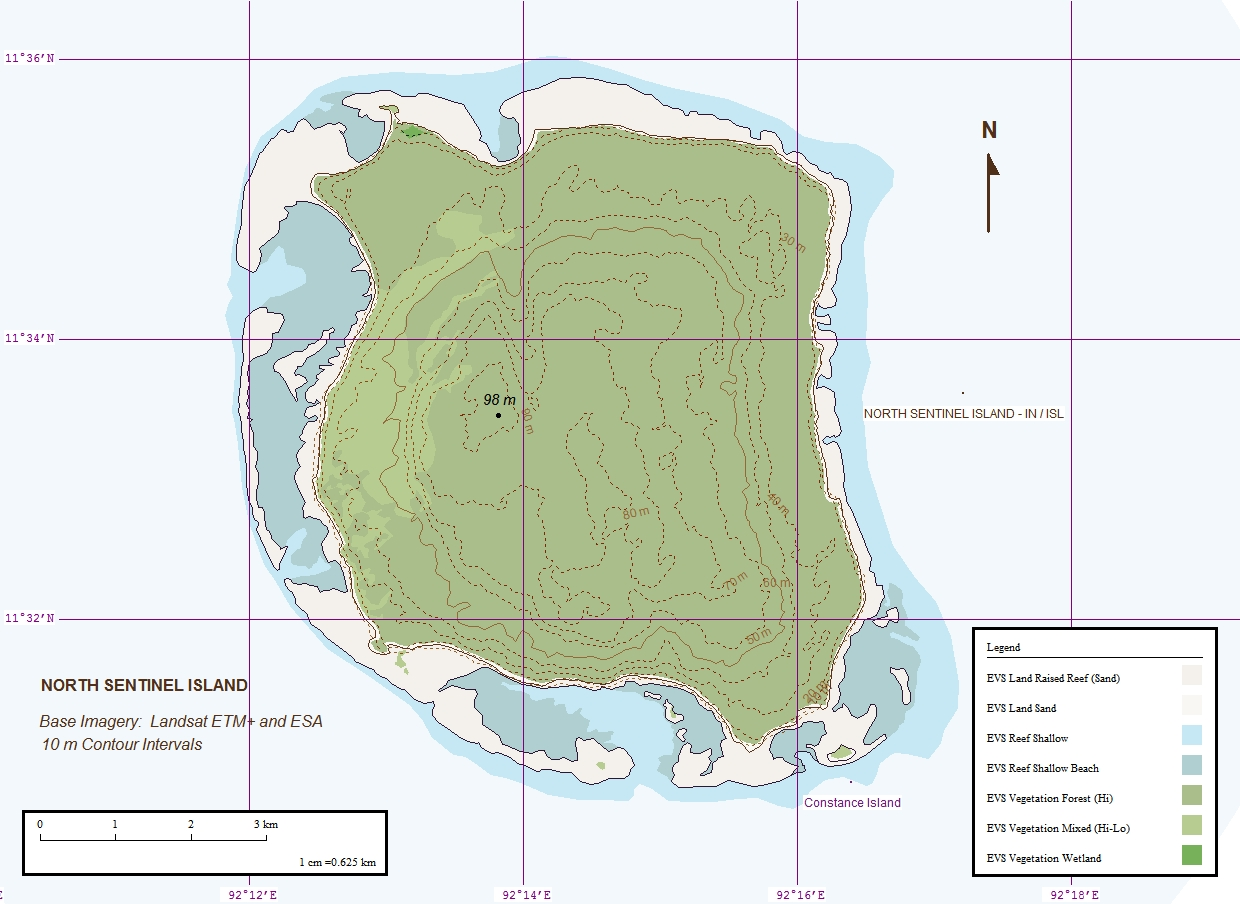
Bản đồ của đảo.